# Tipula mohriana
Tipula mohriana är en tvåvingeart som beskrevs av Alexander 1954. Tipula mohriana ingår i släktet Tipula och familjen storharkrankar. Inga underarter finns listade i Catalogue of Life.